# Alda do Espírito Santo

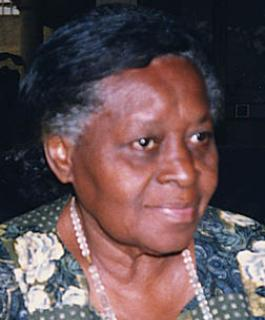
Alda do Espírito Santo

Alda Neves da Graça do Espírito Santo, auch bekannt als Alda da Graça oder Alda do Espírito Santo (* 30. April 1926 in São Tomé, São Tomé und Príncipe; † 9. März 2010 in Luanda, Angola), war eine são-toméische Politikerin und Dichterin. Alda do Espírito Santo engagierte sich bereits vor der Unabhängigkeit ihres Heimatlandes in der Befreiungsbewegung MLSTP, sie gehörte zu den bekanntesten Widerstandskämpferinnen des Landes. Nach der Unabhängigkeit übernahm sie verschiedene politische Ämter. Abseits der Politik gehört sie zu einer der bekanntesten Dichterinnen des Landes, unter anderem schuf sie die Nationalhymne von São Tomé und Príncipe, Independência total.

## Leben

### Jugend und Ausbildung
Alda do Espírito Santo wurde am 30. April 1926 in der Stadt São Tomé als Tochter einer wohlhabenden Familie geboren, ihre Mutter, Maria de Jesus Agostinho das Neves (1902–2001), arbeitete als Grundschullehrerin, ihr Vater João Graça do Espírito Santo (1891–1944) als Postbeamter. Nach ihrer Grundschulzeit in São Tomé besuchte sie eine Sekundarschule in Porto, anschließend studierte sie ab 1948 Grundschullehramt in Lissabon. Im Zuge ihres Studiums trat sie auch der Casa dos Estudantes do Império bei, ein Studierendenhaus für Studierende aus den portugiesischen sogenannten „Überseegebieten“. In dem Haus lernte sie zahlreiche andere Studierende kennen, die später prominente Führungsfiguren der lusoafrikanischen Befreiungsbewegungen wurden, wie beispielsweise Amílcar Cabral, Noémia de Sosa, Marcelino dos Santos etc. Dort politisierte sie sich und begann sich für die Unabhängigkeit ihres Landes zu engagieren.
1953 kehrte Alda do Espírito Santo zurück nach São Tomé und Príncipe, wo sie begann als Grundschullehrerin zu arbeiten. Im gleichen Jahr unterstützte sie den portugiesischen Anwalt Palma Carlos dabei, die Verbrechen der Kolonialverwaltung im Zuge des Massaker von Batepá im Februar 1953 zu untersuchen. Bei einem Besuch Espírito Santos in Lissabon im Dezember 1965 verhaftete die portugiesische Geheimpolizei PIDE sie unter dem Vorwand eine Untergrundbewegung auf dem Archipel gegründet zu haben und hielt sie für zweieinhalb Monate fest.

### Aufstieg und Engagement in der MLSTP
Im Zuge der portugiesischen Nelkenrevolution 1974 engagierte sich Alda do Espírito Santo öffentlich für die Associação Cívica – pro MLSTP, einen Unterstützerverein der são-toméischen Unabhängigkeitsbewegung Movimento de Libertação de São Tomé e Príncipe (MLSTP), da die Führungsriege der Partei selbst im Exil in Gabun lebte. Sie stieg zu einer der bekanntesten Persönlichkeiten der Unabhängigkeitsbewegung auf, im Juni 1974 wurde sie Mitglied des Politbüros der MLSTP – eine Funktion, die sie bis 1990 ausübte.
Am 19. September 1974 protestierte sie mit mehreren anderen Frauen vor Gouverneurspalast der Inselgruppe, in dem bis zur Unabhängigkeit weiterhin die portugiesische Kolonialverwaltung residierte. Die Frauengruppe war der portugiesischen Verwaltung vor, bewusst Salz und Trinkwasser vergiftet zu haben. Bis heute wird der Tag als Nationaler Frauentag in São Tomé und Príncipe begangen.
Mit der Einsetzung der Übergangsregierung im Dezember 1974 erhielt Alda do Espírito Santo das Amt der Bildungsministerin. Auch mit der vollständigen Unabhängigkeit der Inselgruppe am 12. Juli 1975 blieb sie weiterhin aktiv und gehört zum engsten Zirkel um Parteiführer, Regierungschef und Schwager Manuel Pinto da Costa. Die MLSTP wandelt sich in der Zeit zu einer sich als marxistisch gebenden Regierungspartei, die als alleinige und einzige Partei die Inselgruppe regierte. Auch in den folgenden Regierungen war sie stets vertreten, zunächst als Ministerin für Bildung und Volkskultur (1975–76), für Information (1976–77), sowie Information und Volkskultur (1977–1980). Anschließend übernahm sie den Vorsitz des Landesparlaments, der Assembleia Nacional de São Tomé e Príncipe, von 1980 bis 1990.
Auch nach der Demokratisierung des Inselstaats und der Einführung eines Mehrparteiensystems war Alda do Espírito Santo weiterhin aktiv. Nach der Umwandlung der marxistischen MLSTP in eine eher sozialdemokratisch geprägte Partei wurde sie Mitglied im Exekutivkomitee der Partei, eine Position, die sie bis zu ihrem Tod beibehielt, auch wenn sie sich Mitte der 1990er Jahre aus der aktiven Politik zurückzog. Von 1991 bis 1994 war sie Abgeordnete im Landesparlament für die MLSTP-PSD.

### Lyrisches Schaffen
Alda do Espírito Santo gehört zu den bekanntesten Dichterinnen des kleinen Inselstaates, wobei ihr Hauptwerk – stets in portugiesischer Sprache – vor allem während ihrer Studienzeit, sprich in der Zeit vor der Unabhängigkeit von São Tomé e Príncipe, entstand. Sie veröffentlichte mehrere Gedichte in verschiedenen Magazinen und Anthologien in den 1950er und 1960er Jahren. Zusammen mit einigen anderen nach der Unabhängigkeit entstandenen Gedichten veröffentlichte sie diese 1978 in einem Band mit dem Titel É Nosso o Solo Sagrado da Terra. Poesia de protesto e luta („Der geweihte Boden ist unsere Erde. Poesie von Protest und Kampf“). In ihrer Lyrik thematisierte sie vor allem den Widerstandskampf, die Unterdrückung unter der Portugiesen, sowie lokale Alltagskultur und Folklore von São Tomé e Príncipe.
Bis heute bekanntestes Opus ist die von ihr geschaffene Nationalhymne des Inselstaates mit dem Titel Independência total („Vollständige Unabhängigkeit“), die Musik dazu komponierte Quintero Aguiar.
1987 gründete sie gemeinsam mit anderen Kunst- und Kulturschaffenden des Landes die União Nacional dos Escritores e Artistas de São Tomé e Príncipe (UNEAS), den nationalen Schriftsteller- und Künstlerverband. Sie leitete den Verband seit dessen Gründung bis zu ihrem Tod.
Alda do Espírito Santo wurde in die Anthologie Daughters of Africa aufgenommen, die 1992 von Margaret Busby in London und New York herausgegeben wurde.

### Tod
Alda do Espírito Santo starb am 9. März 2010 in einem Krankenhaus in der angolanischen Hauptstadt Luanda, wohin sie nach einer plötzlichen Erkrankung ausgeflogen worden war. Die Regierung von São Tomé e Príncipe erklärte nach ihrem Tod fünf Tage Staatstrauer für die Dichterin und Unabhängigkeitskämpferin.

## Werke
- O Jornal das Ilhas (1976)
- O Nosso o Solo Sagrado de Terra (1978)
- Mataram o rio da minha cidade (2003)
- Cantos do solo sagrado (2006)
- O coral das ilhas (2006)
- Mensagens do solo sagrado (2006)
- Mensagens do canto do Ossobó  (2008)
- Tempo universal (2008)
- O relógio do tempo (2008)